# Santippo (figlio di Pericle)
Santippo (in greco antico: Ξάνθιππος?, Xánthippos; V secolo a.C. – Atene, 429 a.C.) era il più grande dei due figli legittimi di Pericle, dunque membro della famiglia ateniese degli Alcmeonidi.
Gli fu dato il nome del nonno paterno. Fu educato insieme al fratello dal padre; tuttavia, sembra che entrambi avessero scarse capacità politiche. Santippo si oppose alla relazione tra Pericle ed Aspasia di Mileto, dalla quale nacque il suo fratellastro Pericle il giovane e, a causa delle sue ambizioni di potere, non esitò a calunniare il celebre genitore.
Insieme al fratello Paralo e alla madre, cadde vittima della peste nel 429 a.C. Anche Pericle morì di peste pochi mesi dopo.